# Castalius kontu
Castalius kontu är en fjärilsart som beskrevs av Karsch 1893. Castalius kontu ingår i släktet Castalius och familjen juvelvingar. Inga underarter finns listade i Catalogue of Life.